# Irajá Abreu
Irajá Silvestre Filho  (Goiânia, em 3 de fevereiro de 1983), mais conhecido como Irajá, é um político brasileiro filiado ao Partido Social Democrático (PSD). Foi eleito em 2010 o deputado federal mais novo do Tocantins, com 27 anos. Em 2018, Irajá foi eleito o senador mais jovem da história do Brasil aos 35 anos, idade mínima exigida para concorrer e assumir o cargo.

## Biografia
Irajá é o filho mais velho da empresária e política  Kátia Abreu com o fazendeiro Irajá Silvestre, falecido em um acidente aéreo quando Kátia tinha 25 anos e estava grávida de seu terceiro filho. Após o falecimento do marido, Kátia herdou a propriedade rural da família localizada no sul do Tocantins.
Foi eleito o segundo deputado federal mais votado do Tocantins, em 2014, com quase 63 mil votos, pelo PSD, para a 55.ª legislatura (2015-2019). Votou contra o Processo de impeachment de Dilma Rousseff. Já durante o Governo Michel Temer, votou a favor da PEC do Teto dos Gastos Públicos. Em abril de 2017 foi favorável à Reforma Trabalhista. Em agosto de 2017 votou a favor do processo em que se pedia abertura de investigação do presidente Michel Temer.
Em 2017, foi premiado pelo Ranking dos Políticos como o 18º melhor parlamentar federal do Brasil, tendo destaque no critério de "qualidade legislativa".
Nas eleições de 2018, foi eleito Senador pelo Tocantins, obtendo votos 214.355 votos, o que corresponde a 16,82% dos votos válidos, sendo o senador mais jovem da história.

## Controvérsias

### Projeto de benefício próprio
Em 2018, foi apontado por ambientalistas e veículos da imprensa como um dos parlamentares com maior envolvimento em propostas legislativas favoráveis à flexibilização ambiental. Um projeto de sua autoria foi alvo de críticas por supostamente beneficiar fazendas, incluindo uma de sua família, que havia sido multada em R$ 130 mil pelo IBAMA.

### Boletim de Ocorrência contra Irajá
Em 23 de novembro de 2020, uma modelo de 22 anos registrou um boletim de ocorrência contra o senador Irajá, acusando-o de estupro. Segundo o relato, ela teria sido dopada após acompanhá-lo a uma casa noturna em São Paulo e acordado em um flat, já sendo abusada. Irajá negou as acusações, afirmou que a relação foi consensual e classificou o caso como “calunioso e difamatório”. O inquérito foi arquivado em junho de 2022, por falta de provas que sustentassem a acusação.

### Irregularidades trabalhistas em suas fazendas
Em novembro de 2023, a Justiça do Trabalho condenou o senador a pagar R$ 50 mil por danos morais coletivos. A condenação decorreu de irregularidades trabalhistas em suas fazendas, onde funcionários foram contratados via empresa da qual ele era sócio, e trabalharam em condições inseguras — sem treinamento ou condições adequadas de saúde e segurança.